# Partridge (Schiff, 1916)
Die HMS Partridge war ein Zerstörer der Admiralty M-Klasse der Royal Navy. Sie war das achte von der Werft Swan Hunter gefertigte Schiff dieser Klasse und kam zur 14. Zerstörerflottille. Bei der Sicherung eines Konvois von Schottland nach Norwegen wurde der Zerstörer am 12. Dezember 1917 von deutschen Zerstörern im Seegefecht vor Bergen nahe der norwegischen Küste versenkt. Nur 24 Besatzungsmitglieder überlebten.

## Geschichte derPartridge
Die Partridge wurde bei Swan, Hunter & Wigham Richardson Ltd in Wallsend am 20. Juli 1915 als Neubau mit der Baunummer 1001 begonnen. Sie lief am 4. März 1916 vom Stapel; der Zerstörer war das sechste Schiff der Royal Navy, das den Namen Partridge erhielt. Zuvor hatte ein Kanonenboot von 1888 bis 1909 den Namen Partridge geführt. Für die Bauwerft war sie der achte Auftrag für einen Zerstörer der M-Klasse; mit der Pasley fertigte die Werft noch einen weiteren Zerstörer dieser Klasse.

Die Partridge war wieder mit Brown-Curtis-Turbinen ausgerüstet. Am 25. Juni 1916 nahm der Zerstörer seinen Dienst bei der neuaufgestellten 14th Destroyer Flotilla bei der Grand Fleet auf. Die neue Flottille teilte sich anfangs den Zerstörer-Tender Hecla in Scapa Flow mit der 4th Destroyer Flotilla und erhielt ab August 1916 mit Botha einen Flottillenführer.

Im Herbst 1917 war inzwischen die Vampire Flottillenführer der 14th DF, zu der noch die Anzac und 18 Zerstörer der M-Klasse gehörten.

### Verlust vor Bergen
Am 11. Dezember 1917 verließ ein Geleitzug Lerwick mit dem Ziel Bergen, der aus sechs Handelsschiffen bestand und zum Schutz gegen U-Boote von den Zerstörern Pellew (Flaggschiff) und Partridge der M-Klasse sowie vier Trawlern begleitet wurde.
In den frühen Morgenstunden desselben Tages waren unter dem Kommando des I. Führers der Torpedoboote, Kommodore Paul Heinrich mit seinem Flaggschiff SMS Emden acht moderne und kampfstarke deutsche Torpedoboote der II. Torpedobootsflottille ausgelaufen, um britische Geleitzüge anzugreifen. Nach Passieren der Minensperren in der Deutschen Bucht teilte sich der Verband um 16.00 Uhr: die 3. Halbflottille unter dem Befehl von Kapitänleutnant Hans Kolbe steuerte dann die norwegische Küste an.

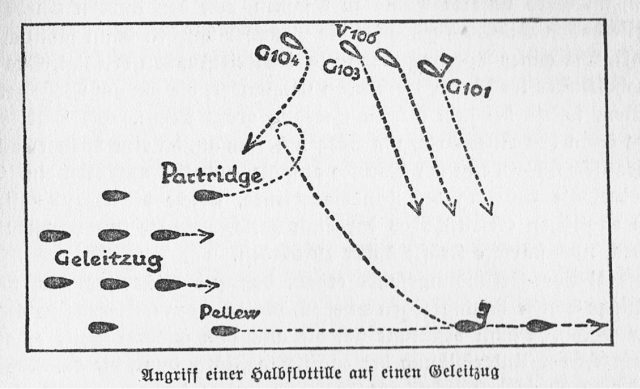
Skizze des Angriffs

Am 12. Dezember um 11:45 Uhr englischer Zeit stießen die deutschen zur 3. Halbflottille gehörenden Torpedobootzerstörer G 101, V 100, G 103 und G 104 aus nordwestlicher Richtung auf das britische Geleit, das nur noch etwa 50 Seemeilen von seinem Zielhafen entfernt war. Partridge sichtete die Angreifer zuerst, konnte dies aufgrund eines defekten Morsescheinwerfers jedoch erst zehn Minuten später weitermelden. Die drei vorderen sich nähernden deutschen Zerstörer griffen nun auf etwa 5.000 m Begleitschiffe mit Artillerie an, der vierte (G 104) lief wegen Maschinenproblemen nur 25 Knoten und wandte sich stattdessen den Frachtern zu. Der Geleitzugkommandant auf der Pellew befahl den Handelsschiffen, sich zu zerstreuen und versuchte durch einen Gegenangriff die Deutschen abzudrängen. Wie bereits vor den Shetland-Inseln störten die Deutschen den britischen Funkverkehr, doch gelang es der Partridge, einen Notruf abzusetzen, der von einer nahebei stehenden britischen Kampfgruppe empfangen wurde, die aus den Panzerkreuzern Minotaur, Shannon und vier Zerstörern bestand. Die Partridge wurde um 12:15 Uhr durch einen Artillerietreffer außer Gefecht gesetzt, der die Hauptdampfleitung beschädigte und das Schiff manövrierunfähig machte; auch die Backbordturbine, ein Torpedorohr und das achtere Geschütz wurden beschädigt. Ein von der Partridge abgeschossener Torpedo blieb im beschädigten Rohrsatz stecken, ein zweiter traf zwar V 100, explodierte jedoch nicht. Kurz darauf wurde die Partridge ihrerseits von einem Torpedo getroffen, und der Kommandant befahl der Besatzung, das Schiff zu verlassen, bevor es durch zwei weitere Torpedotreffer versenkt wurde. Auch die Pellew erhielt Schäden im Maschinenraum und an den Torpedorohren. Die deutschen Zerstörer versenkten dann alle Handelsschiffe und Trawler; sie retteten vier Offiziere und 21 Mannschaften der Partridge, die in Gefangenschaft kamen. Außerdem nahmen sie 23 zivile Seeleute auf und zogen sich dann im Schutz schlechten Wetters zurück. Auf den deutschen Schiffen gab es drei Verwundete.
Versenkt wurden neben dem Zerstörer Partridge (97 Tote) der britische Dampfer Cordova (2284 BRT, 1894), die schwedischen Dampfer Bothnia  (1723 BRT, 1881) und die in Flensburg als Gemma gebaute Torleif (832 BRT, 1888), die norwegischen Dampfer Bollsta (1.701 BRT, 1910) und Kong Magnus (1101 BRT, 1884 Reiherstieg als Anna Woermann) und das mit Kohlen beladene dänische Motorschiff Maracaibo (526 BRT, 1916) sowie die Navy-Trawler Commander Fullerton (227 BRT, 1915), Livingstone (213 BRT, 1900), Tokio (295 BRT, 1907) und Lord Alverstone (164 BRT, 1917).
Lediglich die schwer beschädigte Pellew, die drei Tote und mehrere Verwundete beklagte, entkam den Angreifern in einer Regenbö und konnte von einem norwegischen Schiff in den Selbornfjord geschleppt werden. Die alarmierte britische Kreuzergruppe erreichte den Kampfplatz zu spät, konnte aber noch etwa 100 Überlebende der Frachtschiffe und Trawler bergen.
Der Versuch eines weiteren britischen Kreuzergeschwaders, die deutschen Zerstörer abzufangen, scheiterte auch weil die Deutschen durch Skagerrak und Kattegat über die Ostsee ihren Rückmarsch durchführten.